# Пожар в здании «Жоэльма»
«Жоэльма» — 25-этажное здание в центре Сан-Паулу, Бразилия, построенное в 1971 году по адресу: Авенида 9 де Джульо, 225. 1 февраля 1974 года на двенадцатом этаже перегрелся кондиционер, что привело к пожару. Поскольку для внутренней отделки использовались легковоспламеняющиеся материалы, все здание было охвачено пламенем в течение двадцати минут. Из 756 человек, находившихся в то время в здании, 179 погибли и более трехсот ранены.
Пожар в здании «Жоэльма» произошел менее чем через два года после другого смертоносного пожара в центре Сан-Паулу - в здании «Андраус». По состоянию на 2021 год, пожар в «Жоэльме» остается вторым по числу погибших при пожаре в небоскребах за всю историю после обрушения Всемирного торгового центра в Нью-Йорке 11 сентября 2001 года.

## Проблемы с пожарной безопасностью
Несмотря на то, что здание «Жоэльма» построено из армированного огнеупорного бетона, его интерьер был обставлен легковоспламеняющимися предметами. Перегородки, столы и стулья были сделаны из дерева, а потолки - из плиток из целлюлозного волокна, скрепленных деревянными лентами. Шторы и ковры также были легковоспламеняющимися.
В то время в здании не было аварийного освещения, пожарной сигнализации, спринклерной системы или эвакуационный выходов. В здании были только лифты и общая лестничная клетка, которые проходили по всей высоте здания. Для установки кондиционера на двенадцатом этаже, из-за которого начался пожар, требовался специальный автоматический выключатель, которого не было на момент его установки. Чтобы использовать это устройство, оно было установлено в обход электрической панели управления двенадцатого этажа.

## Пожар
Пожар произошел 1 февраля 1974 года в 8:50 утра, когда произошло короткое замыкание неисправного кондиционера на 12-м этаже. Здание в основном занимала единственная банковская компания, Banco Crefisul S/A, в которой работало 756 сотрудников. Человек из соседнего здания сообщил о пожаре, и первые спасатели прибыли на место происшествия в 9:10 утра. Были запрошены дополнительные подразделения, которые прибыли в 9:30 утра, к этому времени пламя уже почти достигло крыши здания. Огонь добрался до единственной лестничной клетки здания и поднялся до пятнадцатого этажа. Огонь не поднялся выше из-за отсутствия горючих веществ на лестничной клетке, но он заполнил лестничную клетку дымом и жаром, сделав ее непроходимой. Пожарные пытались проникнуть на лестничную клетку, но не смогли подняться выше одиннадцатого этажа.
Первоначальные усилия привели к успешной эвакуации около 300 сотрудников, прежде чем жара и дым стали слишком сильными. Еще около 300 человек были эвакуированы с помощью лифтов, что не рекомендуется сотрудниками пожарной охраны. Однако четыре лифтера смогли совершить всего несколько поездок, прежде чем условия в здании сделали невозможным продолжение работы. Многие оставшиеся сотрудники выбрались на балконы, чтобы добраться до свежего воздуха, а группа из 171 человека выбралась на крышу. Была предпринята попытка спасения с помощью вертолета, но из-за жары, дыма и недостаточного места для посадки они не смогли добраться до крыши до того, как пожар был потушен в 15:00. Даже если бы место для посадки было доступно, из-за жары и дыма приближаться к зданию на вертолете было чрезвычайно опасно. Около 80 человек спрятались под черепицей на крыше здания; они были найдены живыми.
Несмотря на все усилия спасателей и очевидцев, которые кричали и развертывали банеры, призывающие людей сохранять спокойствие и не прыгать, 40 человек выпрыгнули, спасаясь от условий внутри и безуспешно пытаясь ухватиться за недоступные пожарные лестницы. Никто из этих прыгунов не выжил. Тринадцать человек, пытавшихся спастись с помощью одного из лифтов, погибли от отравления продуктами горения, а их тела сгорели при пожаре; они так и не были опознаны и похоронены в безымянных могилах на кладбище Вила Альпина.
Благодаря пожарным, к 10:30 утра огонь начал ослабевать. Четыре с половиной часа спустя огонь поглотил все горючие вещества и пожар прекратился самостоятельно. После этого бригады медиков, пожарных и полиции смогли проникнуть в здание и провести поиск выживших. На момент катастрофы в результате пожара погибло больше всего людей в высотных зданиях. По оценкам, число погибших составляет от 179 до 189 человек.

### Последствия

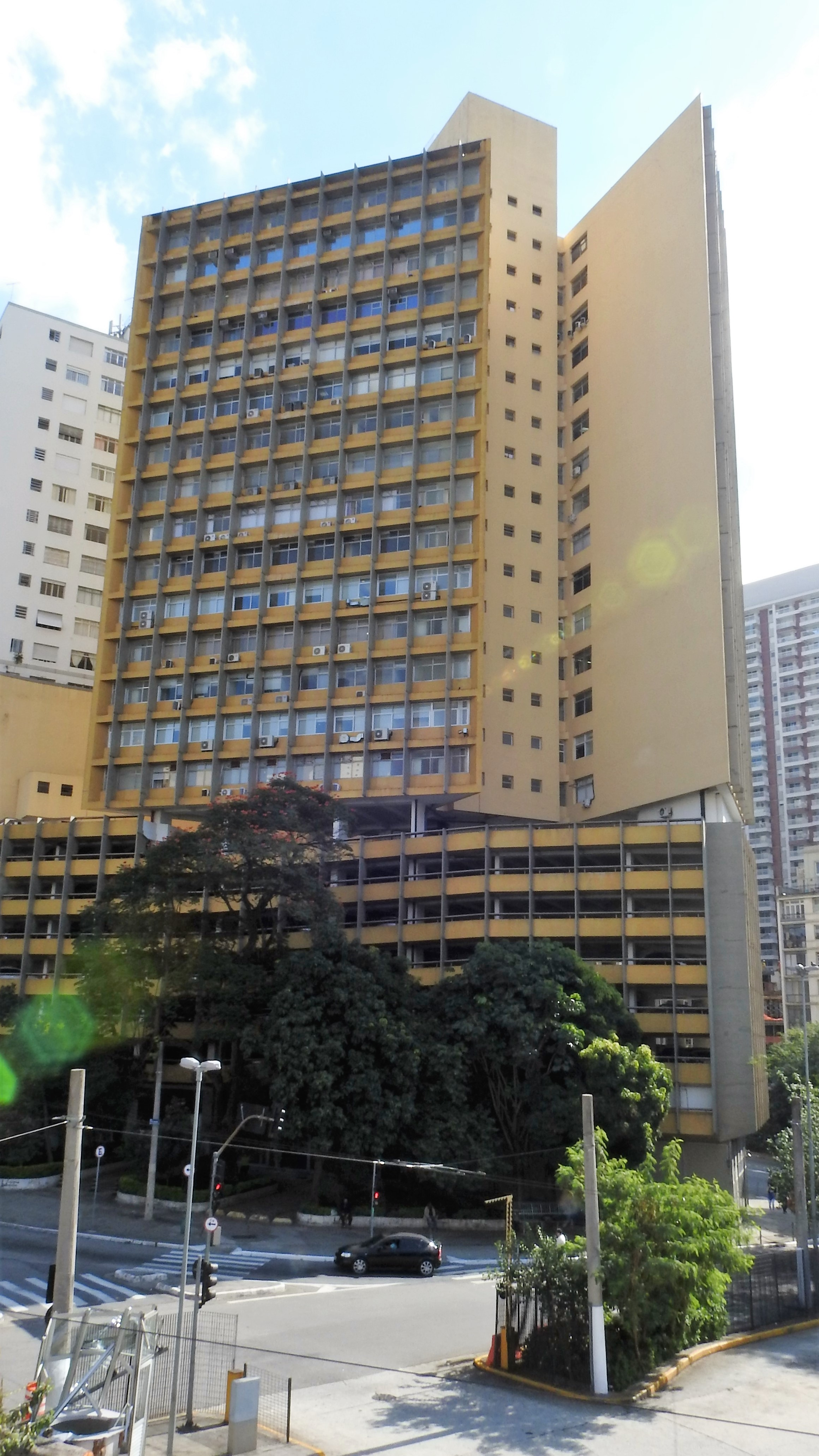
Отреставрированное здание

Здание «Жоэльма» было закрыто на реконструкцию в течение четырех лет. После реконструкции оно было переименовано в Praça da Bandeira («Площадь флага», название бывшей площади перед зданием).
Этот пожар стал знаковым случаем, который привел к изменениям в правилах пожарной безопасности не только в Бразилии, но и во всем мире. Например, в Лос-Анджелесе в связи с пожаром в «Жоэльме» было введено в действие Правило 10, согласно которому все новые здания высотой более 75 футов (23 м) должны иметь на крыше вертолетную площадку для экстренной пожарной эвакуации. Правило 10 было отменено в 2014 году после обращения строителей 73-этажного Wilshire Grand Center, которые спроектировали центральное ядро здания из железобетона.
В 2013 году газета Folha de S. Paulo обратилась к специалисту по пожарной безопасности с просьбой осмотреть здания «Жоэльма» и ««Андраус»». Они обнаружили, что отремонтированное здание «Жоэльма» не соответствует действующим правилам пожарной безопасности, многие из которых были введены в действие именно из-за двух пожаров. В «Жоэльме» даже были предусмотрены тактильные покрытия для незрячих людей на путях эвакуации; это не обязательно. «Андраус» не прошел ту же проверку.

## Внешние ссылки
- Incendio (YouTube-видео), 14-минутный документальный фильм о пожаре в «Жоэльме», снятый в 1974 году Национальной ассоциацией противопожарной защиты США и Национальным бюро стандартов и Министерства торговли США.
- Исторический обзор обрушения здания в результате пожара
- История здания «Жоэльма»
- Watch Catastrophe (1977) on the Internet Archive